# جنبش بوگالو

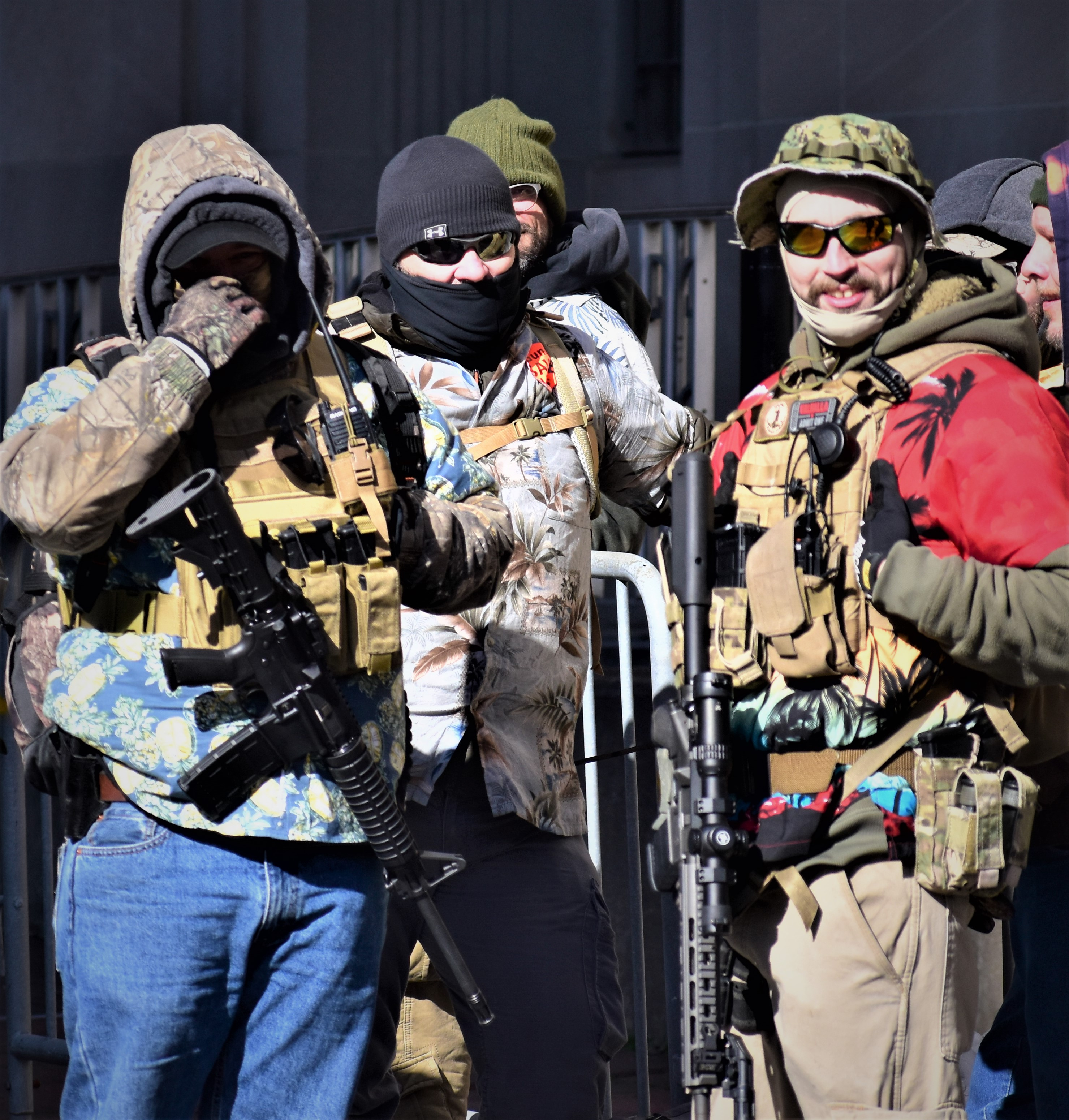
شرکت کنندگان در جنبش بوگالو، اغلب پیراهن هاوایی را به همراه نظامی می‌پوشند تا خود را در اعتراضات مشخص کنند، مانند تظاهرات مربوط به حقوق اسلحه روز VCDL 2020 در ریچموند، ویرجینیا.

جنبش بوگالو، که اغلب به آنها به عنوان پسران بوگالو یا بوگی بوگو شناخته می‌شوند، یک جنبش افراط گرایانه افراطی و راست افراطی آمریکایی است.  شرکت کنندگان عموماً به عنوان یک شهروند آزادیخواه - شبه نظامی شناخته می‌شوند و می‌گویند که آنها در حال آماده‌سازی برای یک جنگ داخلی دوم در آمریکا هستند که آن را «بوگالو» می‌نامند. استفاده گسترده از این اصطلاح از اواخر سال ۲۰۱۹ میلادی آغاز شد، و پیروان این اصطلاح (از جمله تغییرات، برای جلوگیری از سرکوب رسانه‌های اجتماعی) برای اشاره به قیام‌های خشن علیه دولت فدرال یا مخالفان سیاسی چپ، از این واژه استفاده می‌کنند.

## نامگذاری و هویت
اصطلاح بوگالو به فیلم کالت ۱۹۸۴ رقص بریک ۲ اشاره دارد.